# Kafue (Mufulira)
Kafue è un ward dello Zambia, parte della Provincia di Copperbelt e del Distretto di Mufulira.